# دردار عملاق
دردار عملاق (الاسم العلمي: Ulmus gigantea) هو نوع نباتي يتبع جنس الدردار من فصيلة الدردارية.